# Гуна, Роберт
Роберт Гуна (словац. Róbert Huna; род. 9 марта 1985 года, Липтовски-Микулаш, Чехословакия) — словацкий хоккеист, центральный нападающий.

## Карьера
Воспитанник хоккейной школы ХК «32 Липтовски Микулаш». Выступал за ХК «32 Липтовски Микулаш», «Слован» (Братислава). В составе национальной сборной Словакии провел 5 матчей.